# Order Plejad
Order Plejad (pers. ‏Nešān-e Haft Peykar نشان هفتپیکر‎) – order kobiecy dawnego Cesarstwa Iranu.

## Historia
Ustanowiony został w 1957 przez szacha irańskiego Mohammada Rezę Pahlawiego. Dzielił się na trzy klasy i nadawany był kobietom jako dowód uznania króla. Prawdopodobnie został stworzony jako hołd dla jego drugiej żony, cesarzowej Soraji. Nazwa odznaczenia odnosi się do Plejad (symbol przewodników nomadów i kochanków w tradycji wschodniej). Order ten został zniesiony przez Islamską Republikę Iranu po obaleniu monarchii w wyniku rewolucji w 1979 roku. Od tego momentu istnieje jako order domowy, którego wielkim mistrzem jest Farah Pahlawi, trzecia żona nieżyjącego już szacha Mohammada.

## Podział odznaczenia
- I klasa – zarezerwowana była dla żon głów państw i panujących królowych. Wielka wstęga z zawieszką wieszana na prawym ramieniu, przechodząc ukośnie przez pierś, była wiązana poniżej lewego biodra. Do zawieszki umocowana była odznaka. Insygnia I klasy zawierały gwiazdę orderową[3].
- II klasa – otrzymywały ją tylko księżniczki królewskiej krwi. Insygnia składały się z gwiazdy, wstęgi i odznaki wieszanej na wstędze[1].
- III klasa – nadawana kobiecym członkom dworu rodziny panującej w Iranie oraz damom o wysokim statusie. Insygniami była odznaka podobna do tej z II klasy, ale mniejsza i noszona na kokardzie mocowanej do ramienia[1].

Dodatkowo do orderu przyporządkowano trzy medale:
- I klasa – wykonany ze złota,
- II klasa – wykonany ze złota i srebra,
- III klasa – wykonany ze srebra[3].

Nagradzano nimi zazwyczaj kobiecych członków dworu rodziny panującej w Iranie za długą i wierną służbę. Medale noszone były na kokardzie.

## Insygnia

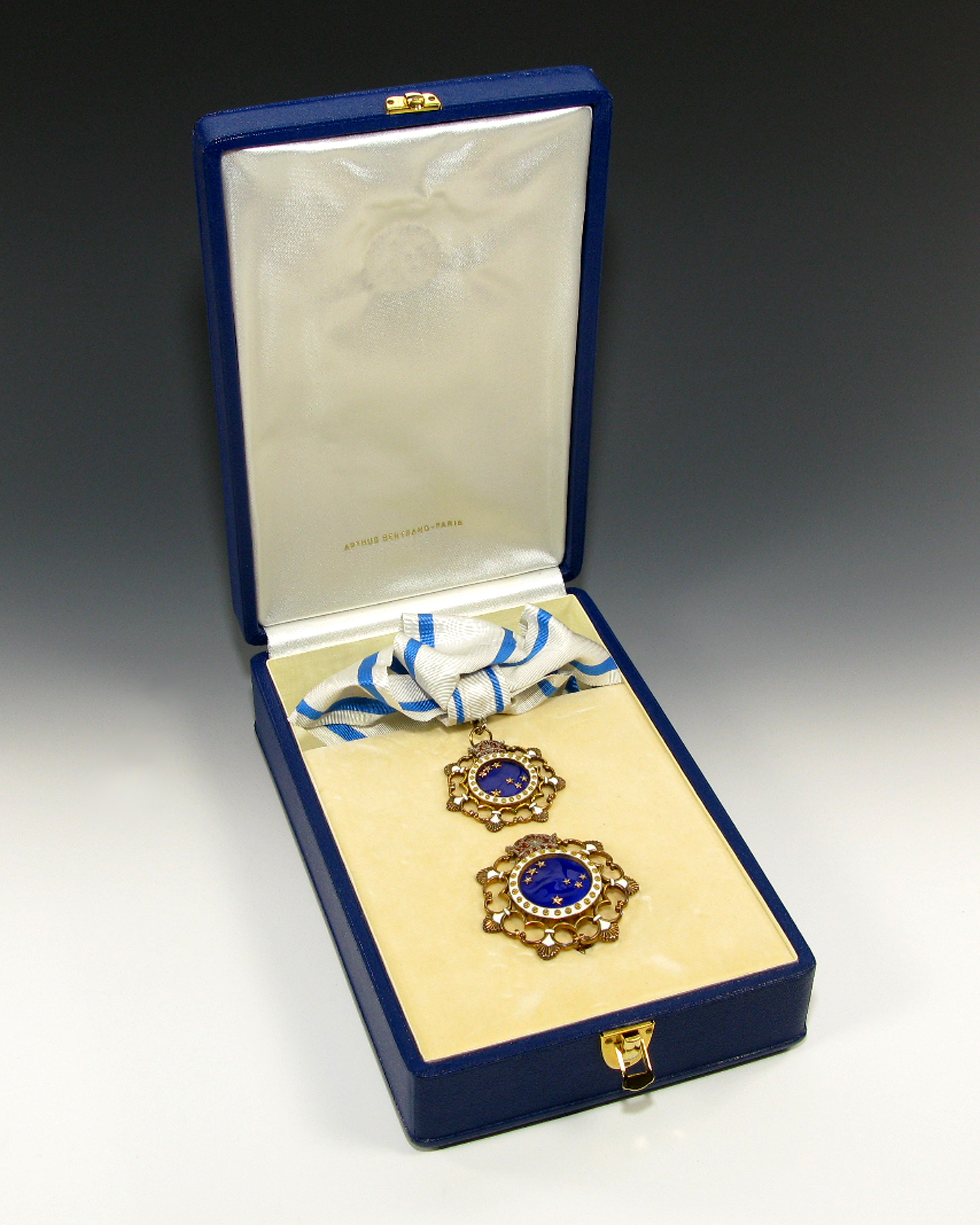
Insygnia orderu należące do Betty Ford

Odznaka I klasy miała wygląd okrągłego, pozłacanego medalionu, otoczonego sześcioma otwartymi ornamentami w kształcie podwójnych złotych pętli. Ornamenty były częściowo emaliowane na biało i stylizowane jak muszelki. Środkowy dysk emaliowany był na niebiesko. Na nim umieszczono siedem złotych gwiazdek Plejad. Ponadto dysk otoczony był emaliowanym na biało pierścieniem obsadzonym 24 gwiazdkami, zrobionymi ze złota i brylantów. Na szczycie dysku umieszczono emaliowaną wieloma kolorami Koronę Pahlawich, zdobioną rubinami, granatami i brylantami. W II klasie odznaka różniła się tylko tym, że medalion i gwiazdki były posrebrzane, a korona nie była zdobiona kamieniami szlachetnymi. Odznaka naramienna I klasy była podobna do odznaki wieszanej na wstędze, ale nieco większa.
Gwiazda orderowa składała się z niebieskiego dysku z siedmioma złotymi i zdobionymi brylantami gwiazdami reprezentującymi Plejady. Dysk otoczony był emaliowanym na biało pierścieniem obsadzonym 24 gwiazdkami, zrobionymi ze złota i brylantów. Reszta ornamentów, podwójnych pętli i korona wyglądały tak samo jak w odznace. Agrafką umieszczoną na rewersie była przypinana do lewej piersi.
Wstęga orderowa w postaci szarfy wykonana była z białego jedwabiu, z dwoma paskami, niebieskim wewnątrz i białym na zewnątrz, wzdłuż obu jej boków. Odznakę mocowano do niej za pomocą kółeczka przyczepionego do najwyższego punktu korony.
Medale pokazywały ilustrację podobną do tej, która znajdowała się na odznace, w postaci rzeźbionego w całości reliefu, otoczonego grubym pierścieniem z siedmioma ornamentami w kształcie muszelek. Na szczycie medali umieszczono Koronę Pahlawich mocowaną do prostego kółeczka. We wszystkich klasach medale nie były emaliowane, wyglądały tak samo, z wyjątkiem kruszcu, z którego były wykonane.

## Odznaczeni
I klasa
- Farah Pahlawi (wielki mistrz)[5]
- Szahnaz Pahlawi
- Tadż ol-Moluk
- Szams Pahlawi[5]
- Aszraf Pahlawi
- Sorajja Esfandijari Bachtijari[5]
- Ingrid Bernadotte[6]
- Sirikit Kitiyakara[7]
- Zofia Grecka[6]
- Homajra Begum[8]
- Małgorzata II
- Beatrycze (królowa Holandii)[6]
- Betty Ford

II klasa
- Irena (księżniczka holenderska)[6]
- Abd-or-Reza Pahlawi
- Fatime Pahlawi[5]
- Yuriko Takagi[6]
- Begum Om Habibe Agha Chan[9][10]